# Liste der Naturdenkmale in Erbes-Büdesheim
Die Liste der Naturdenkmale in Erbes-Büdesheim nennt die im Gemeindegebiet von Erbes-Büdesheim ausgewiesenen Naturdenkmale (Stand 17. Februar 2024).

## Naturdenkmale
| Nr.         | Bezeichnung                         | Lage                                     | Beschreibung                | Bild                                    |
| ----------- | ----------------------------------- | ---------------------------------------- | --------------------------- | --------------------------------------- |
| ND-7331-403 | Winterlinden auf dem Friedhof       | Friedhofsweg Lage                        | Tilia cordata, sieben Bäume | Fotos hochladen                         |
| ND-7331-421 | Eiche in der Niedergasse            | Niedergasse, hinter Nr. 4 Lage           | Quercus sp.                 | Direkt Bild zu diesem Denkmal hochladen |
| ND-7331-434 | Kastanie an der katholischen Kirche | Niedergasse, bei Nr. 2 Lage              | Aesculus hippocastanum      | Fotos hochladen                         |
| ND-7331-448 | Stieleiche im Riedertal             | westlich des Ortes; Flur Sauerwiese Lage | Quercus robur               | Direkt Bild zu diesem Denkmal hochladen |